# Premio Riviera dei marmi
Il Premio Riviera dei marmi nasce nel 1964 su impulso dell'allora sindaco di Custonaci e poeta siciliano Dino Grammatico. 
Il Premio, originariamente riservato alla sola poesia, fin dall'inizio prende il nome di Premio internazionale di Poesia Riviera dei marmi ed è organizzato a cadenza annuale dal Comune di Custonaci, in provincia di Trapani.  
Nelle ultime due edizioni degli anni '60 presidente della giuria fu il poeta Lucio Piccolo. Il Premio venne poi interrotto per cinquant'anni, per rinascere con l'edizione del 2018, ampliata non soltanto con riconoscimenti alla poesia ma anche alla letteratura, al giornalismo, alla narrativa. Nel 2023 si è tenuta la settima edizione. 
Fra i vincitori del Premio Riviera dei marmi si ricordano, negli anni, Giuseppe Ungaretti, Maria Luisa Spaziani , Eugenio Vitali, Beniamino Dal Fabbro. E più recentemente, Virman Cusenza, Tommaso Romano, Emma Dante, Elvira Terranova, Florinda Saieva, Roberto Gueli, Alberto Samonà e Stefania Auci.